# Ångskonaren Salama
Ångskonaren Salama (svenska: Blixten, Röda Faran) är ett finländskt ång- och segeldrivet passagerarfartyg.
Ångskonaren Salama byggdes 1874 i Viborg för Nyslotts ångfartygsbolag. Hon gick på traden Joensuu - Nyslott - Villmanstrand - Viborg - Sankt Petersburg i kombinerad passagerar- och fraktfart, och också på enstaka resor till Lübeck. Fartyget tog från början bara tolv passagerare, men efter en ombyggnad 1883 hade hon utrymme för 60 passagerare i salong och matsal.
Hon sjönk på Saimen på 30 meters djup den 13 september 1898 på hemväg från Sankt Petersburg till Nyslott, efter att ha blivit rammad av passagerarfartyget S/S Ilmari. Ingen person omkom vid olyckan. Hon bärgades sommaren 1971 i ett projekt som finansierades av Enso-Gutzeit och är från 1978 museibåt vid Nyslotts landskapsmuseum.